# Journalism++
J++ (Journalism++) är ett nätverk av datajournalister, med kontor i Stockholm och Porto. Nätverket grundades 2011, och består av ett svenskt aktiebolag och ett portugisiskt bolag.
För databasgranskningen The Migrants' Files tilldelades J++ GEN Data Journalism Award 2014 och the European Press Prize 2015.